# بيترس فيدلر
بيترس فيدلر (بالألمانية: Bea Fiedler )‏ (و. 1957  م) هي ممثلة أفلام ألمانية، ولدت في فيتن.

## وصلات خارجية
- بيترس فيدلر على موقع IMDb (الإنجليزية)
- بيترس فيدلر على موقع أول موفي (الإنجليزية)
- بيترس فيدلر على موقع قاعدة بيانات الأفلام السويدية (السويدية)
- بيترس فيدلر على موقع قاعدة بيانات الفيلم (الإنجليزية)